# Achyropsis
Achyropsis – rodzaj roślin z rodziny szarłatowatych (Amaranthaceae). Obejmuje 6 gatunków występujących w równikowej i południowej Afryce.

## Systematyka
Pozycja według APweb (aktualizowany system APG III z 2009)
Rodzaj z rodziny szarłatowatych (Amaranthaceae) należącej do rzędu goździkowców (Caryophyllales) w obrębie dwuliściennych właściwych.
Wykaz gatunków
- Achyropsis avicularis (E.Mey. ex Moq.) Benth. & Hook.f. ex B.D.Jacks.
- Achyropsis filifolia C.C.Towns.
- Achyropsis fruticulosa C.B.Clarke
- Achyropsis gracilis C.C.Towns.
- Achyropsis laniceps C.B.Clarke
- Achyropsis leptostachya (E.Mey. ex Meisn.) Benth. & Hook.f. ex B.D.Jacks.